# Campeonato Sudamericano de Clubes Campeones 1991
El Campeonato Sudamericano de Clubes Campeones 1991 fue la vigésima novena edición de lo que era el torneo más importante de clubes de baloncesto en Sudamérica.
Fue realizado en Franca.
El título de esta edición fue ganado por el Franca (Brasil).

## Equipos participantes
| País             | Equipo           |
| ---------------- | ---------------- |
| Argentina 1 cupo | Atenas           |
| Brasil 1 cupo    | Franca           |
| Chile 1 cupo     | Deportivo Petrox |
| Paraguay 1 cupo  | Club Libertad    |
| Uruguay 1 cupo   | Neptuno          |